# Kim Hye-ja
Kim Hye-ja (김혜자?, Kim HyechaMR; Seul, 15 settembre 1941) è un'attrice sudcoreana.

## Filmografia

### Cinema
- Manchu (만추), regia di Kim Soo-yong (1982)
- Mayonnaise (마요네즈), regia di Yoon In-ho (1999)
- Madre (마더), regia di Bong Joon-ho (2009)
- Gaeleul humchineun wanbyeoghan bangbeob (개를 훔치는 완벽한 방법), regia di Kim Sung-ho (2014)
- The Way (길), regia di Jung In-bong (2017)

### Televisione
- Poongran (풍란) – serie TV (1985)
- Cheossarang (첫사랑) – serie TV (1986)
- Sarang-i mwogillae (사랑이 뭐길래) – serie TV (1991-1992)
- Eommaui bada (엄마의 바다) – serie TV (1993)
- Yeo (여) – serie TV (1995)
- Jaban godeungeo (자반 고등어) – serie TV (1996)
- Geudae geurigo na (그대 그리고 나) – serie TV (1997-1998)
- Jangmiwa kongnamul (장미와 콩나물) – serie TV (1999)
- Keudaereul algobuteo (그대를 알고부터) – serie TV (2002)
- Bomnalui miso (봄날의 미소) – serie TV (2005)
- Gung (궁) – serie TV (2006)
- Eommaga bbulnada (엄마가 뿔났다) – serie TV (2008)
- Cheongdam-dong sar-a-yo (청담동 살아요) – serie TV (2011-2012)
- Chakhaji anh-eun yeojadeul (착하지 않은 여자들) – serie TV (2015)
- Dear My Friends (디어 마이 프렌즈) – serie TV (2016)
- Nun-i busige (눈이 부시게) – serie TV (2019)
- Our Blues - Vite intrecciate – serie TV (2022)
- Heavenly Ever After (천국보다 아름다운?, Cheon-gukboda areumda-unLR) – serie TV (2025)